# Incrustatus comauensis
Incrustatus comauensis är en korallart som beskrevs av van Ofwegen, Häussermann och Försterra 2007. Incrustatus comauensis ingår i släktet Incrustatus och familjen Clavulariidae. Inga underarter finns listade i Catalogue of Life.